# Ödland
Ödland est un groupe français composé de Lorenzo Papace, Alizée Bingöllü, et Léa Bingöllü. Depuis sa création en 2008, c'est à Lyon que le groupe travaille, conçoit et enregistre ses albums et donne la plupart de ses concerts.

## Historique
Le groupe Ödland a été créé le 13 décembre 2008 par Lorenzo Papace, auteur et compositeur, accompagné par les sœurs Bingöllü. Alizée Bingöllü, est chanteuse et comédienne, Léa Bingöllü est violoniste. Ödland puise ses inspirations dans la musique du XIXe siècle, et le folklore européen. Ödland est une musique acoustique et poétique, enrichie par son univers visuel. Les vidéos et photographies forment un monde unique et cohérent, sans âge.
Le groupe est indépendant depuis ses débuts. À ce jour, il a auto-produit quatre disques :
- un premier EP (The Caterpillar 2008),
- deux albums (Ottocento 2010 et Sankta Lucia 2011)
- un vinyle 45 tours (Zoophyte 2010).

Ödland a aussi organisée deux tournées internationales en 2010 en Angleterre et Allemagne avec Ottocento. Et en 2012 en Allemagne pour l’album Sankta Lucia. Jusqu’en juin 2012, le groupe comptait parmi ses membres Isabelle Royet-Journoud.

## Univers et inspirations
Le groupe puise ses inspirations dans la musique du XIXe siècle, comme le romantisme, le néo-classicisme russe ou le ragtime. L’univers musical de la formation est riche et il est difficile de le définir par un seul style particulier ou une étiquette. Ödland est un projet entièrement acoustique. Il prône un retour à certaines choses anciennes mises souvent de côté par la musique actuelle.
Les compositeurs qui inspirent le groupe sont entre autres Frédéric Chopin, Béla Bartók, Franz Liszt, Erik Satie, Maurice Ravel, Georges Bizet ainsi que de nombreuses musiques traditionnelles d'Europe.
Ils reproduisent sur scène la même qualité sonore que sur les enregistrements, voyageant avec leurs instruments et tous leurs jouets.

### Le pays des merveilles
L'œuvre de Lewis Carroll est très présente dans le premier album Ottocento. Les titres The Caterpillar, Drink me, The Queen of Hearts, The Well, De l'autre côté du miroir et Un thé chez les fous sont directement inspirés du roman Les Aventures d'Alice au pays des merveilles. Le groupe écrit ses paroles essentiellement en français, mais il a tenu a conserver l'anglais pour les chansons puisées dans le roman de Lewis Carroll. Les clips The well et The Queen of Hearts réalisés pour cet album rendent hommage à cet univers imaginaire à la fois enfantin et grinçant.

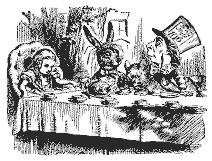
Un thé chez les fous (illustration d'Alice in Wonderland)
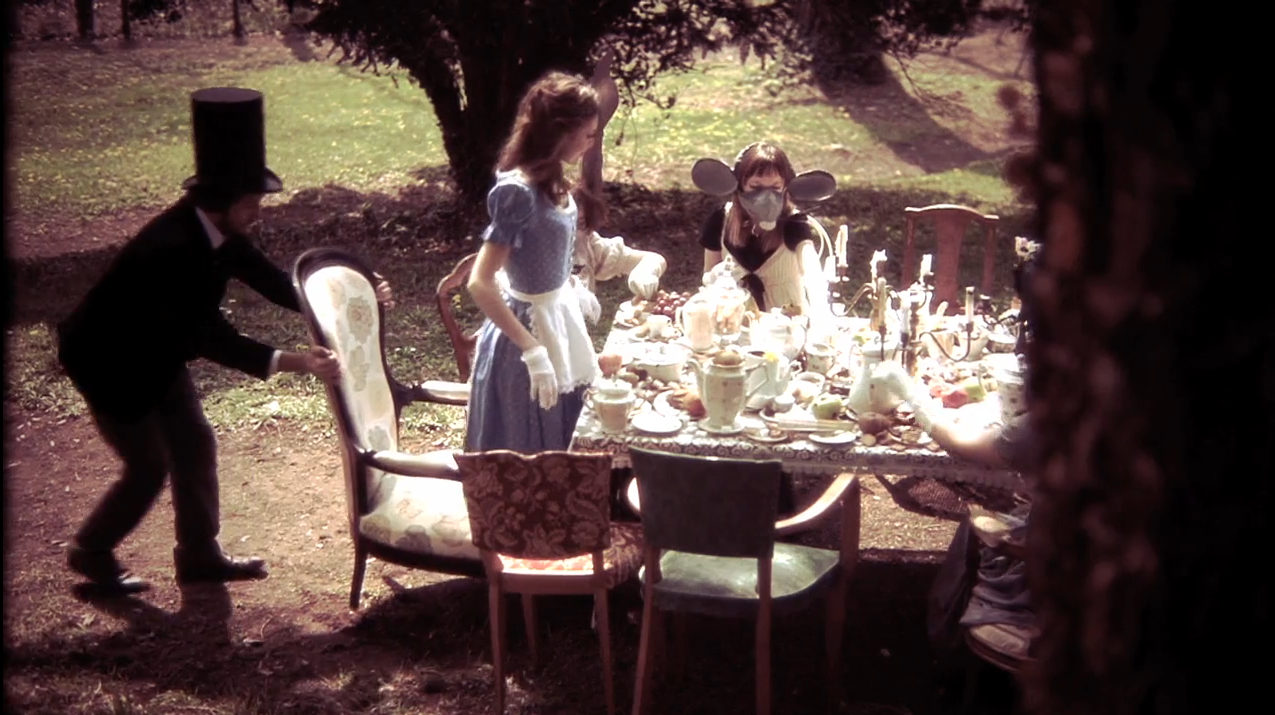
The Well (extrait du clip vidéo)
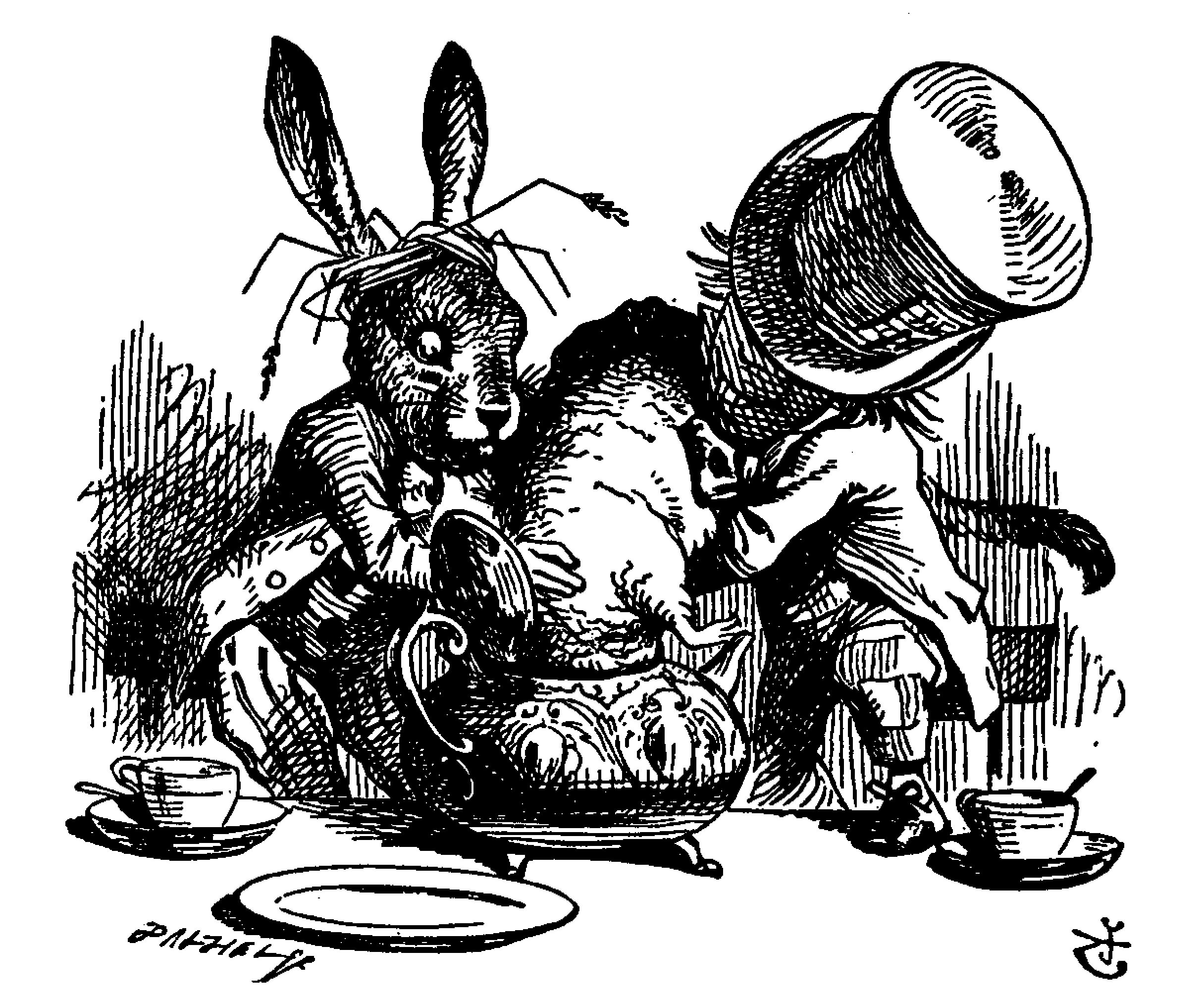
Un thé chez les fous (illustration d'Alice in Wonderland)
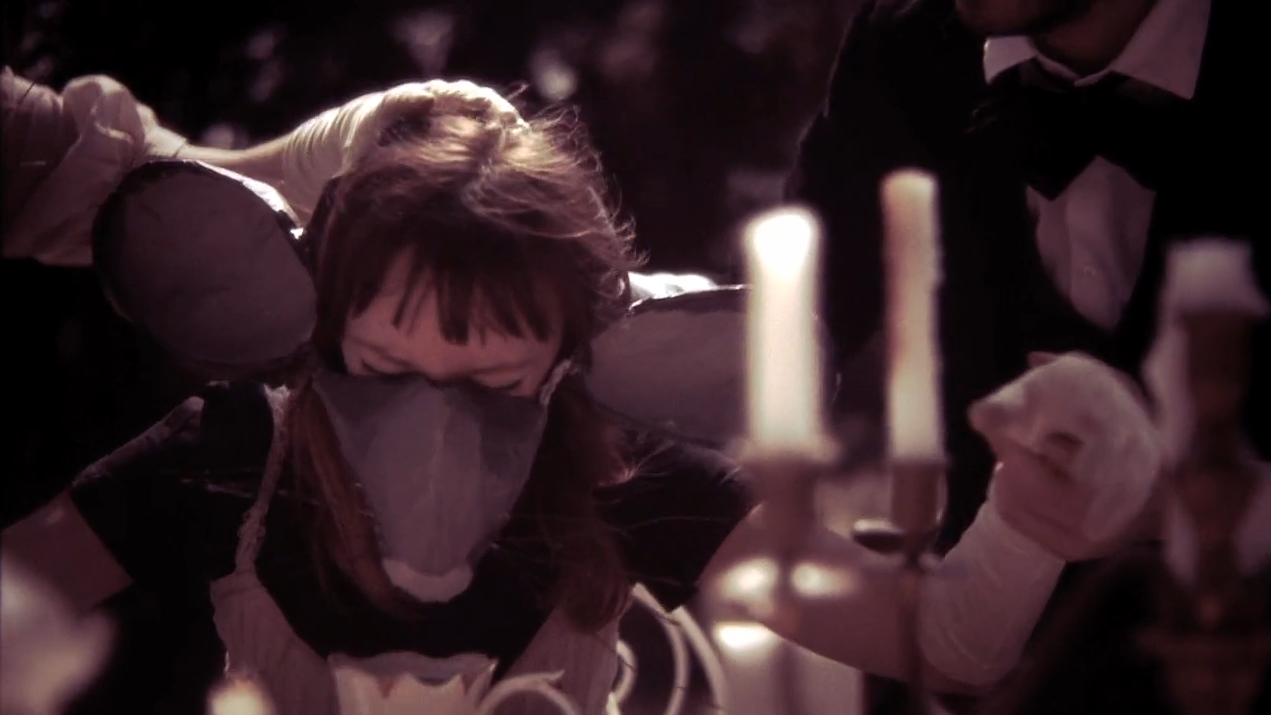
The Well (extrait du clip vidéo)
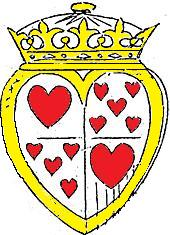
Coat of Arms of Wonderland (illustration d'Alice in Wonderland)
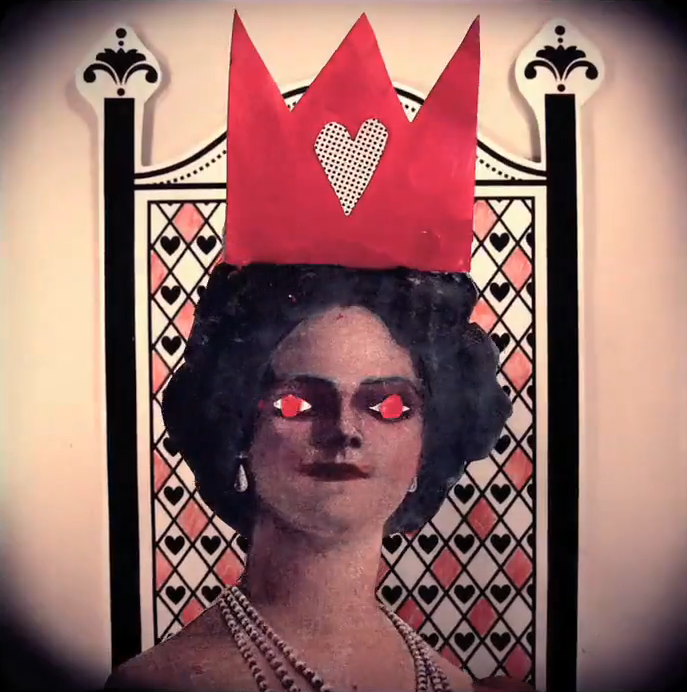
The Queen of Hearts (extrait du clip vidéo)
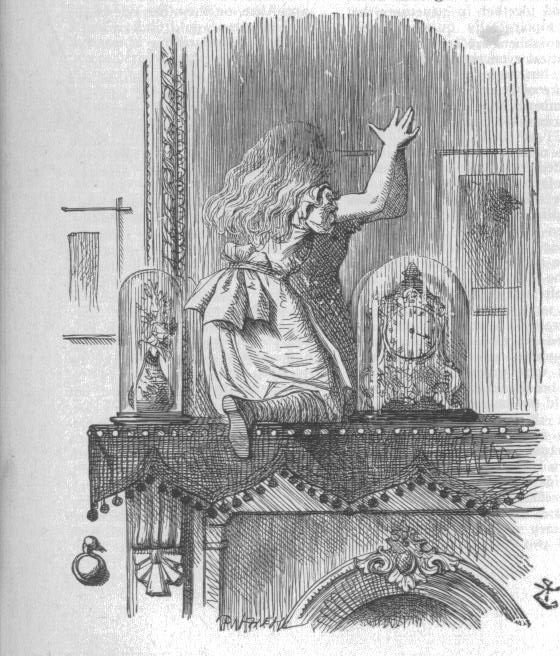
Looking glass room (illustration d'Alice in Wonderland)
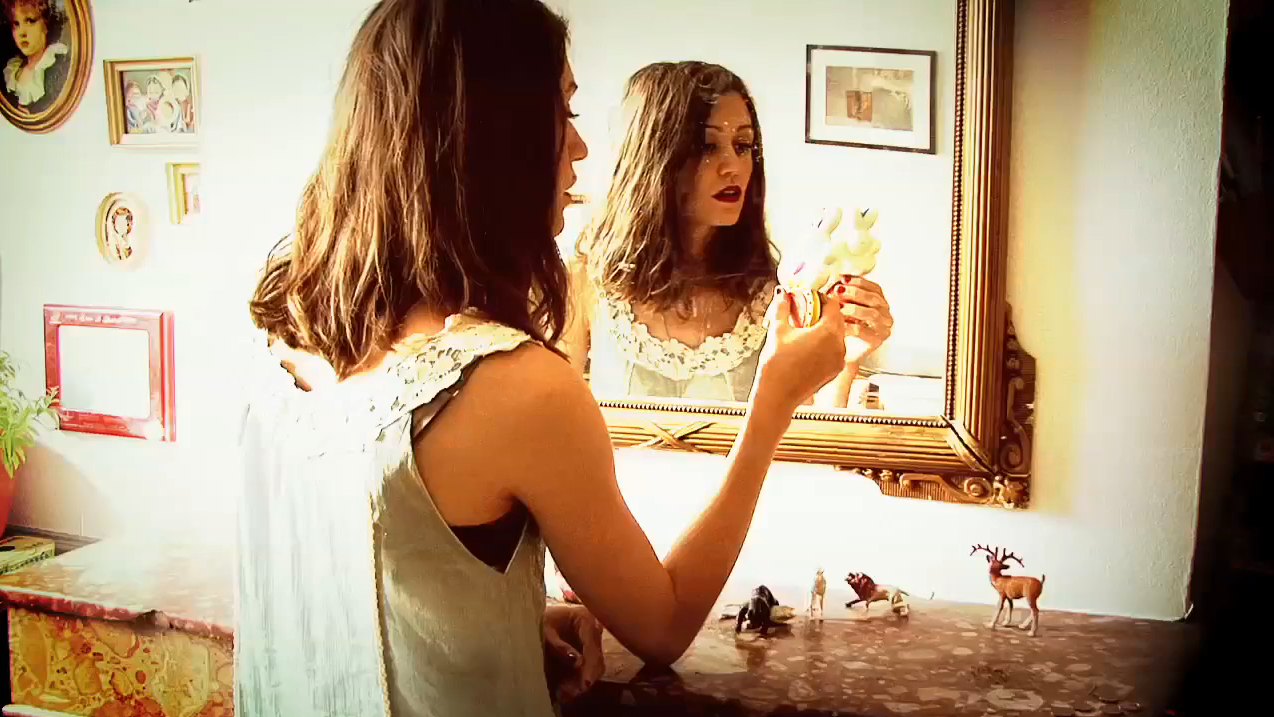
The Caterpillar (extrait du clip vidéo)

### La Science

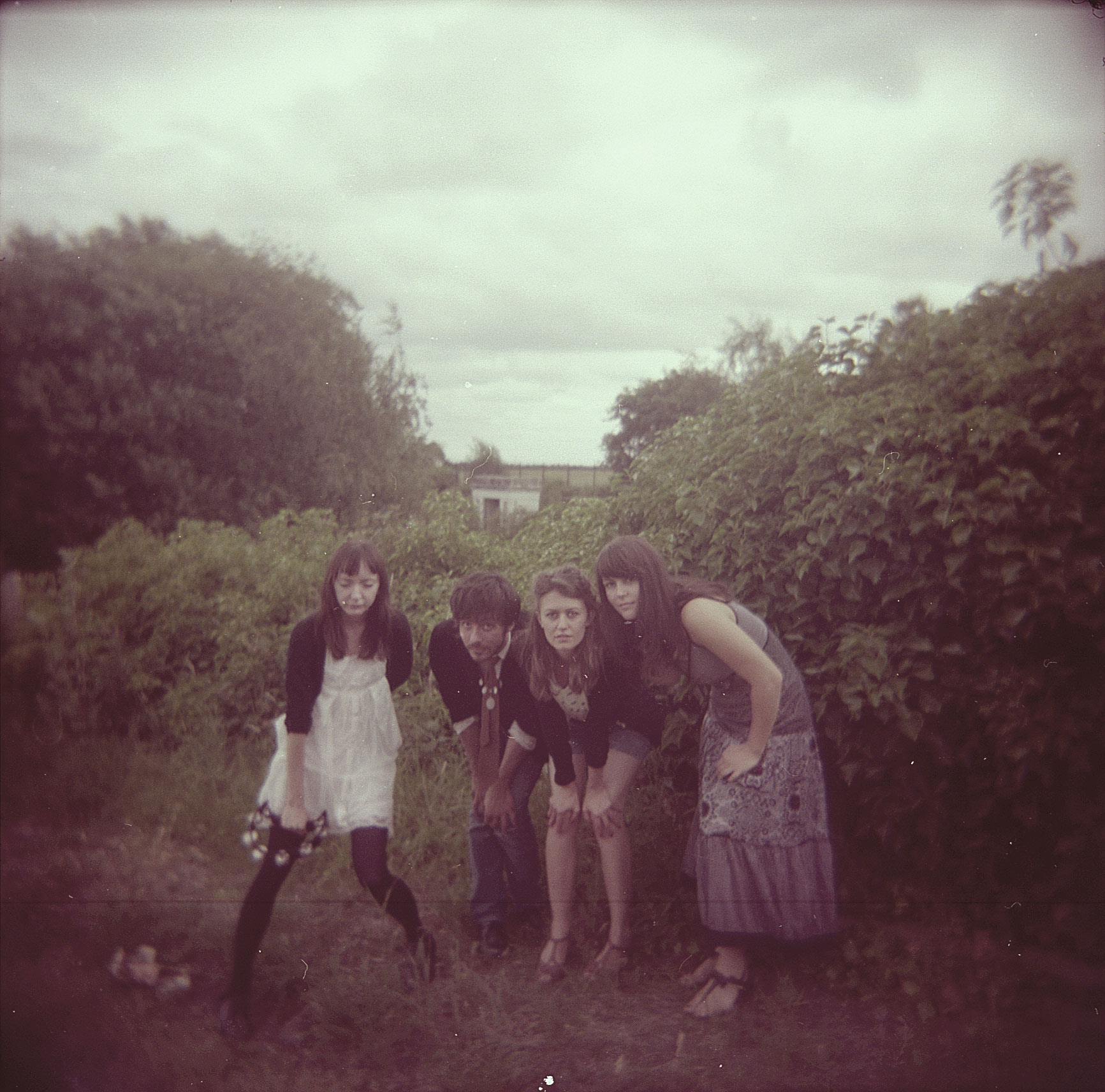
Ödland devant le Mémorial de William Huskisson, 2010

La Science et les inventions du XIXe siècle nourrissent fortement l'imaginaire d'Ödland. De Vienne à Paris relate l'invention du téléphone, Halogénures d'argent décrit le processus chimique de la Photographie, Train raconte la mort de William Huskisson, première victime officielle d'un accident de train sur la ligne Liverpool-Manchester. Au cours de sa tournée 2010, le groupe a d'ailleurs superposé à son voyage un véritable pèlerinage en hommage à William Huskisson. Le groupe s'est rendu sur sa tombe à Liverpool, sur son lieu de mort, a visité à York la locomotive The Rocket qui a provoqué sa mort, et enfin la statue à son effigie qui se trouve à Londres.
La Biologie inspire aussi Ödland. Le disque Zoophyte aborde le mode de vie étonnant des mouches Cecidomyiidae et le mystère de la Floraison des bambous. Ces deux titres sont une référence claire au travail du paléontologue Stephen Jay Gould et de son livre Ever Since Darwin.
De ces inspirations scientifiques et techniques, le groupe retire une écriture poétique singulière.

### L'Europe
La notion d'identité européenne est très présente dans le travail d'Ödland. Lorenzo est italien, Alizée et Léa sont turques et le groupe vit et travaille à Lyon. Ödland est un nom qui signifie désert ou friche en allemand. Il est tiré d'un conte scandinave et selon les membres du groupe, est propice au rêve et au mystère. Ils se plaisent aussi à dire qu'ils étudient des domaines de la musique acoustique qui sont actuellement semblables à des déserts ou des friches sur lesquelles peuvent pousser leur musique. Ödland est aussi une forêt suédoise, près d'Östersund. Lorenzo s'y est retrouvé par hasard lors d'un voyage et attribue une qualité mystique aux points communs qui relient le folklore suédois à l'univers visuel du groupe. Les chapeaux pointus, la création du groupe le jour de la Sainte-Lucie, ou le rituel autour de l'oiseau géant du clip Les yeux de l'oiseau semblable au symbole de la ville de Kiruna sont autant d'éléments qui relient la Scandinavie à l'image d'Ödland.
Sankta Lucia, le deuxième album d'Ödland, est un véritable voyage en Europe, depuis les rives de la Grèce jusqu'aux forêts de Laponie. Chaque chanson de l'album s'inspire des musiques traditionnelles des pays parcourus, comme la musique grecque antique dans La Grèce et moi et Thessaloniki, la musique hongroise dans La joueuse de flûte et Ecseri Piac, le Klezmer dans Sextilis fugitif et Une nuit dans un train serbe, la musique italienne dans Piccioni colorati et Santa Lucia, la musique polonaise dans Warszawa et Trains possibles, ou encore la musique autrichienne dans Dummer Waltzer.
Les pays et l'Histoire d'Europe inspirent Ödland dans les thèmes abordés comme les guerres, la religion, l'errance, le nazisme, et le voyage en général. Les chansons sont parfois axées sur des villes comme Kiruna, Venise, Sarajevo, Vienne, Budapest, Athènes, Östersund.

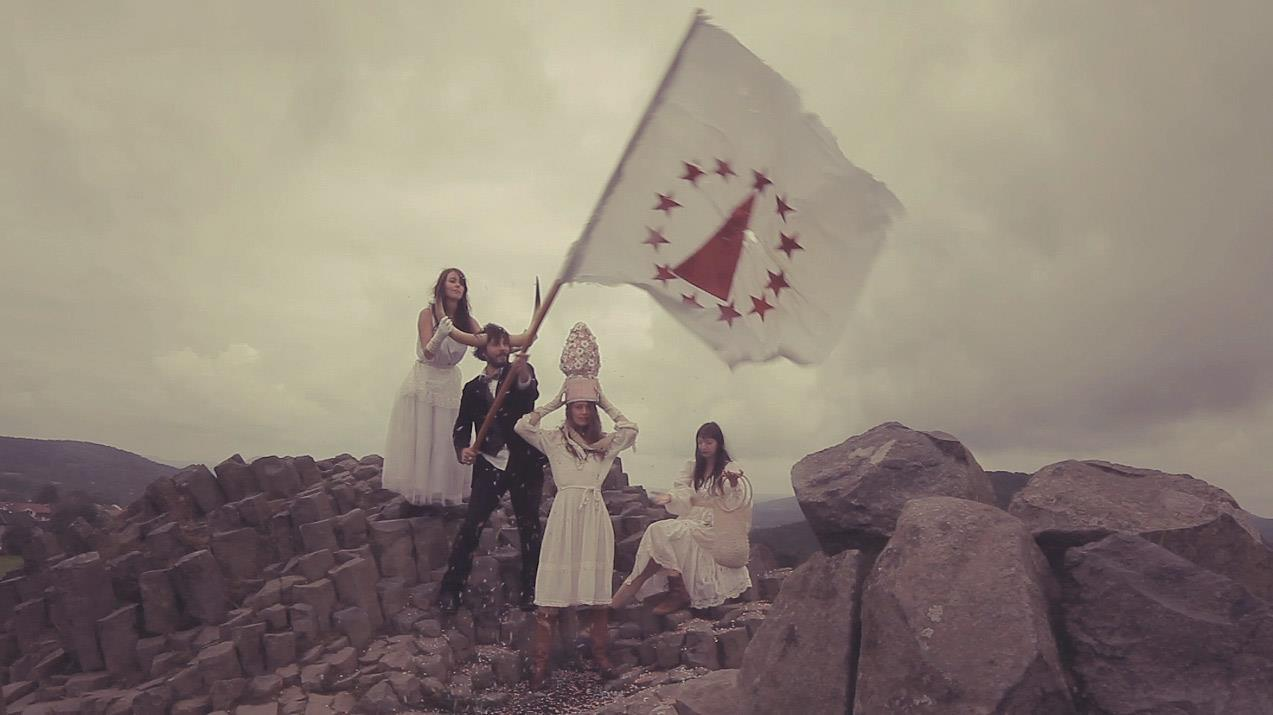
Ödland in Panska Skala (de Sankta Lucia)
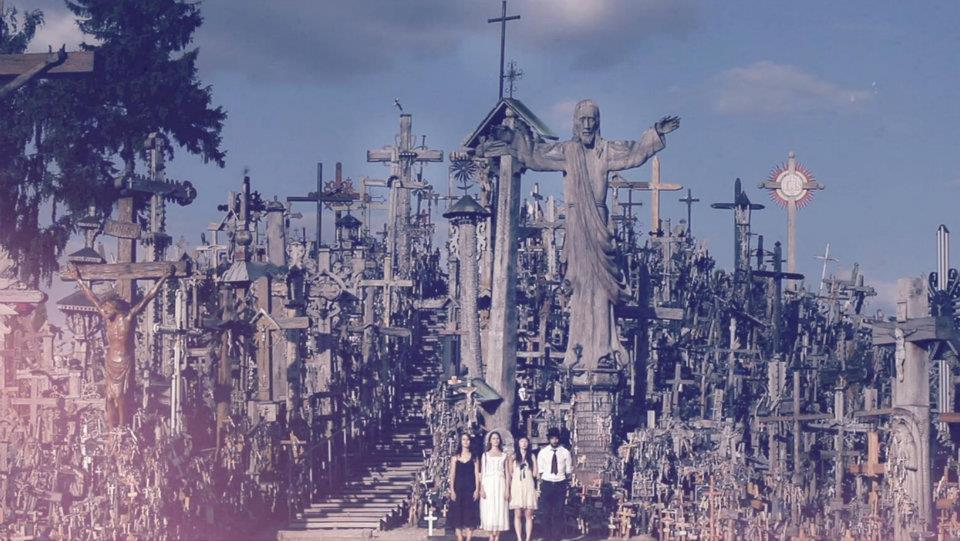
Ödland in Lithuania (de Sankta Lucia)
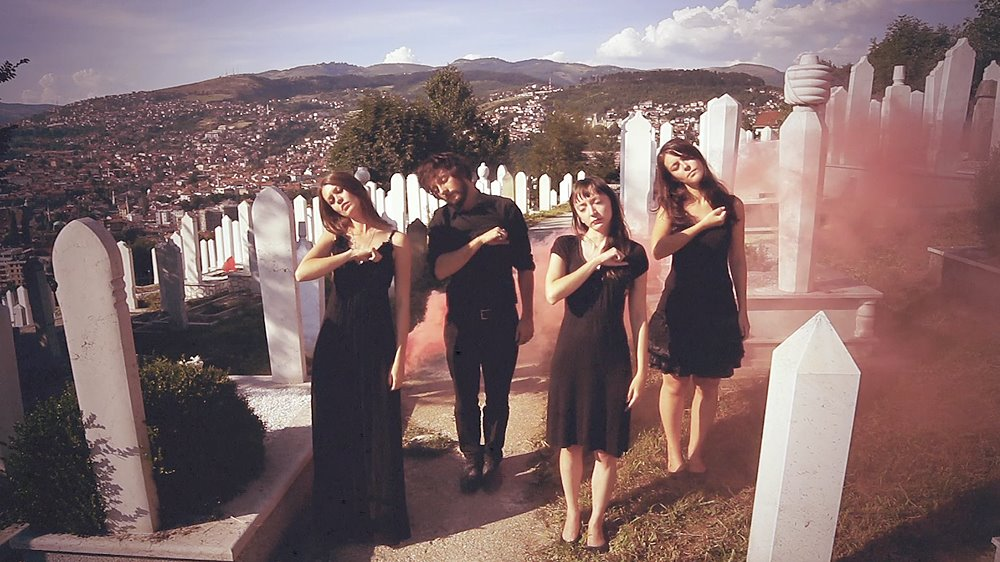
Ödland in Sarajevo (de Sankta Lucia)
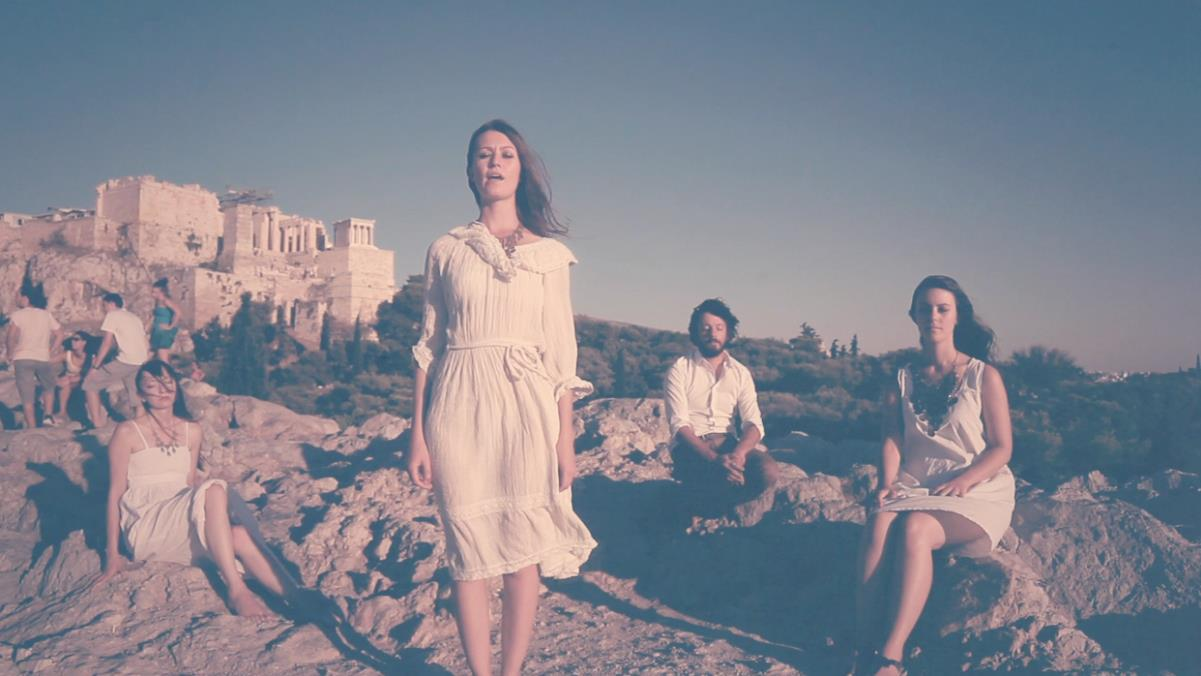
Ödland in Athens (de Sankta Lucia)
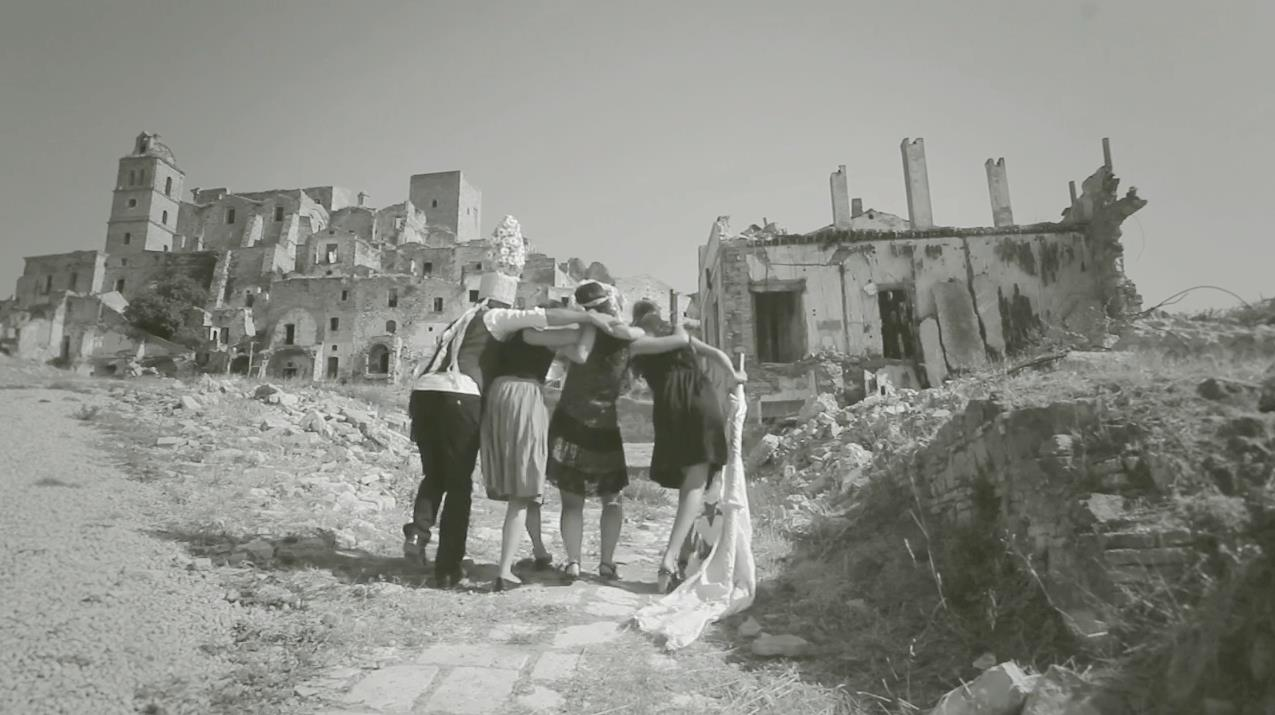
Ödland in Craco, Italia (de Sankta Lucia)
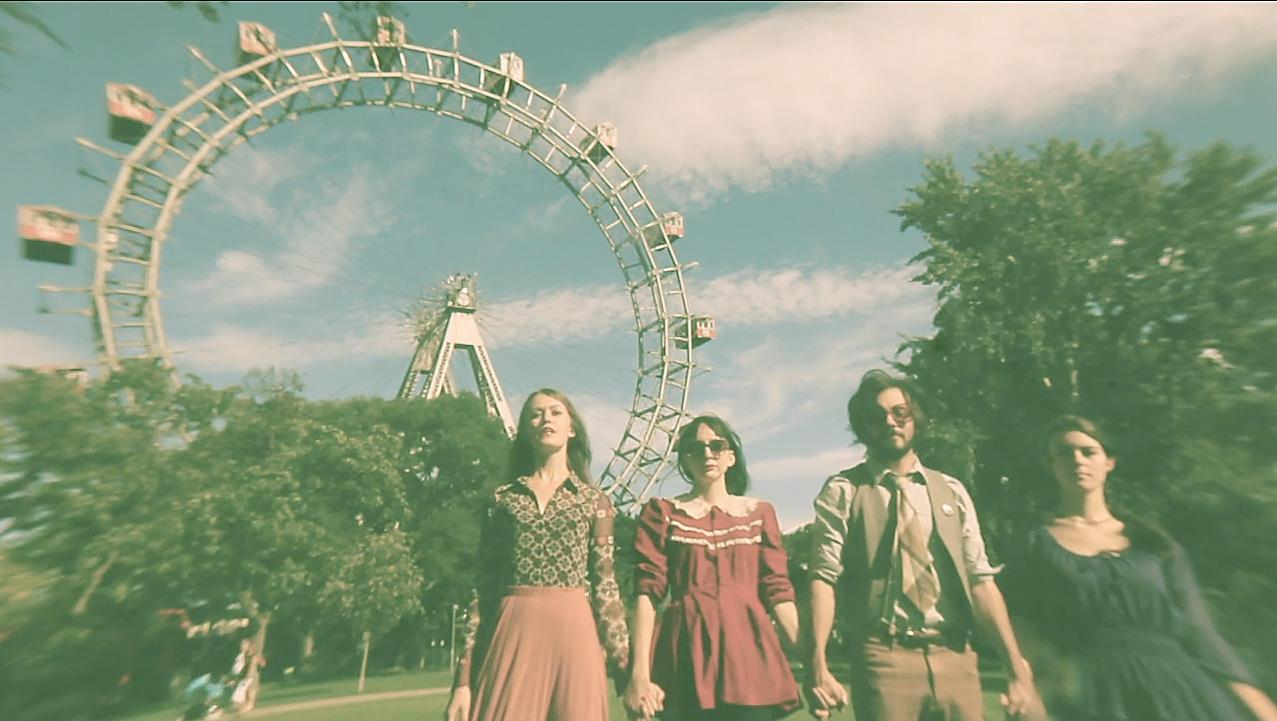
Ödland in Wien (de Sankta Lucia)
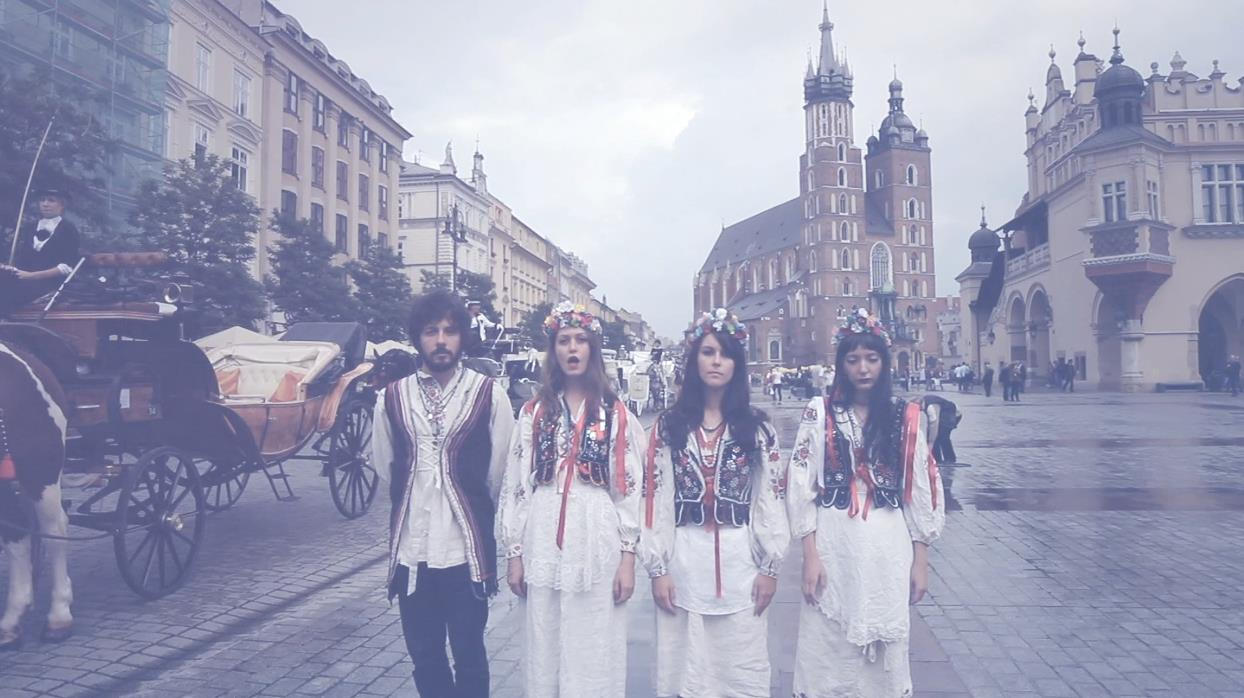
Ödland in Krakow (de Sankta Lucia)
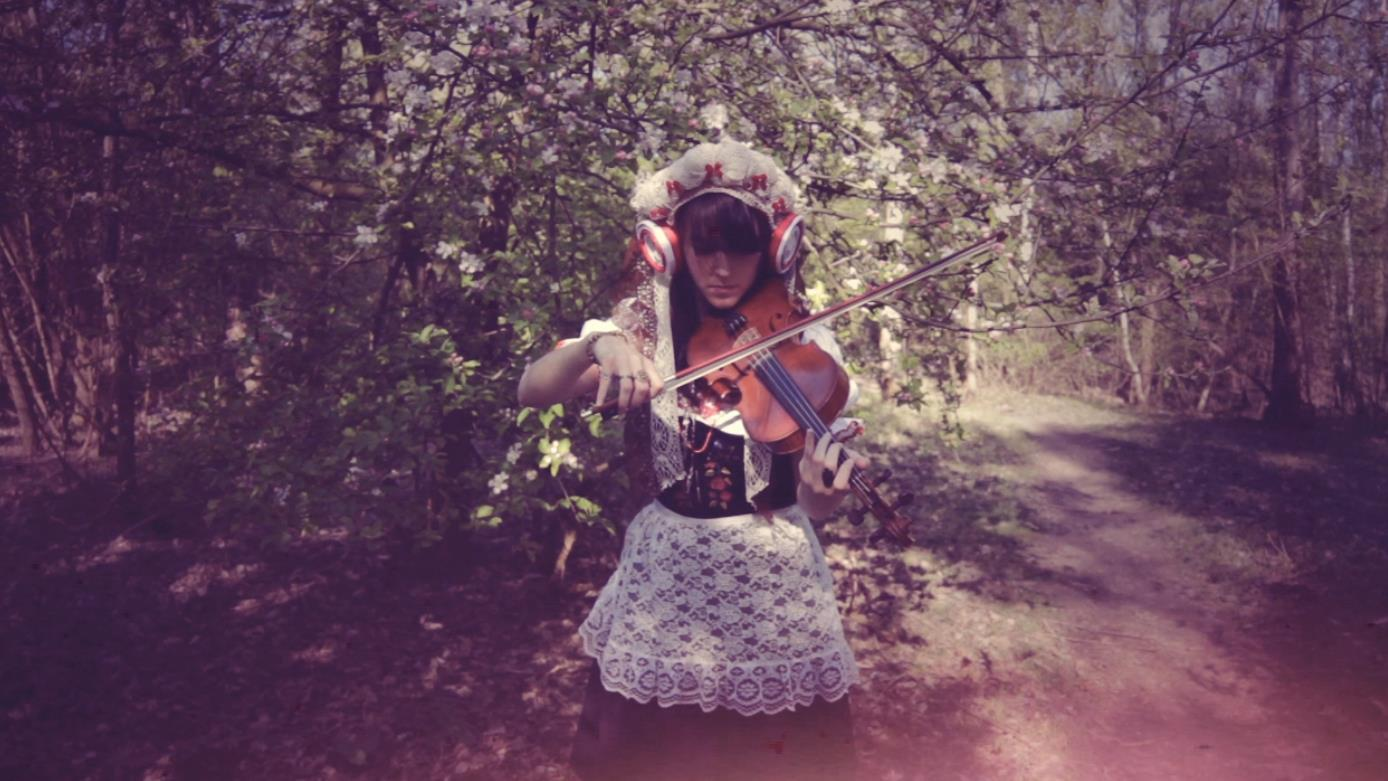
Léa Bingöllü with traditional czech costume (de Sankta Lucia)

### L'Orient
Le groupe s'est inspiré du Rebetiko, de la musique grecque et turque pour son album Galaktoboureko. Le nom de cet album est celui du galaktoboureko, une pâtisserie grecque qui réunit dans son étymologie Orient et Occident. Ödland a mélangé sa musique aux instruments traditionnels comme le bouzouki et baglama.

## Statut indépendant du groupe
Depuis ses débuts, Ödland fonctionne de façon totalement indépendante. Autonome artistiquement et financièrement, le groupe imagine et réalise tout lui-même : créations musicales, enregistrement studio, mastering, direction artistique, graphisme, clips vidéo et reportages, production, distribution des disques, communication, organisation des concerts et tournées. Ce fonctionnement permet au groupe de garder une identité cohérente à chaque étape de ce qui le fait exister. Il fait parfois appel directement à son public comme en 2011, où les fans ont pu produire eux-mêmes l'album Sankta Lucia via la plateforme Ulule.
Ödland n'a signé avec aucun label discographique, a produit jusqu'à présent 4 disques de façon totalement autonome. Le groupe prône parfois la gratuité de ses œuvres (le premier EP The Caterpillar est en libre téléchargement) et met toujours un point d'honneur dans la qualité visuelle des objets en vente. En ce sens, Ödland propose un modèle économique alternatif dans lequel tous les bénéfices sont au profit du groupe et où la relation avec le public est privilégiée. Cette posture est rendue possible par les sites et réseaux sociaux présents sur Internet et s'éloigne de l'industrie musicale traditionnelle.